# 辻川昭
辻川 昭(つじかわ あきら、1937年5月22日 - ）は、日本の経営者。フジクラ社長、会長を務めた。滋賀県出身。

## 経歴
1961年に慶應義塾大学工学部電気工学科を卒業し、同年に藤倉電線(のちのフジクラ)に入社。1989年6月に取締役に就任し、1993年6月に常務、1996年6月に専務を経て、1999年6月に社長に就任。2005年4月に会長に就任。
2017年11月に旭日中綬章を受章した。